# Släppvinkel

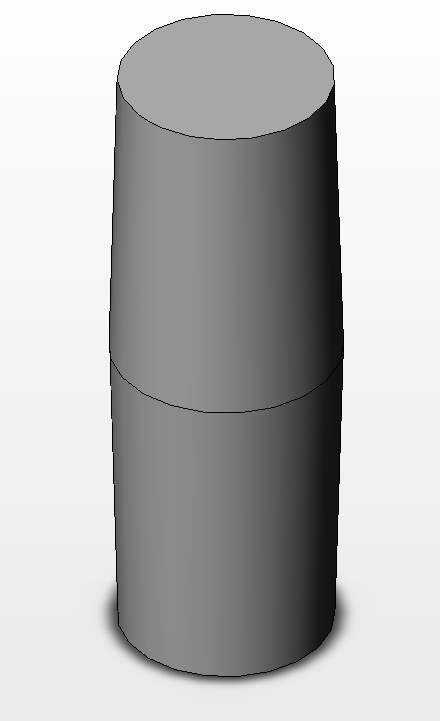
En cylinder med longitudinell släppvinkel

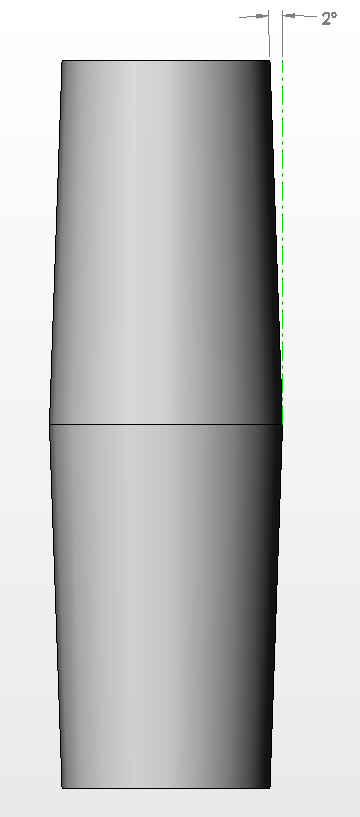
Profil av släppvinkel för cylinder

Släppvinkel är den vinkel som vid gjutning eller smide krävs för att formen ska kunna tas bort efter att den skapat formen på föremålet. Släppvinkeln mäts i grader. Formler av beräkning för korrekta släppvinklar finns inte, de har istället tagits fram med hjälp av erfarenhet. Egenskaper som påverkar släppvinkelns storlek kan vara materialegenskaper som hållfasthet, styvhet, smörjförmåga och krympning.

## Gjutning
Vid gjutning i sandform krävs en minsta släppvikel på 2-3°.

## Smide
Beroende på vilken smidesmetod som används behöver släppvinkeln för metallföremål vara mellan 3° och °10 grader. Beroende på legeringens materialegenskaper kan dock släppvinklar på ner mot 0° användas, detta är dock inte alltid praktiskt möjligt. Mjukare material som koppar och brons kan i vissa fall smidas med släppvinklar ner mot 1°. Släppvinkeln beror dessutom på ämnets storlek.